# Гуларте, Эмануэль
Эмануэ́ль Гула́рте Ме́ндес (исп. Emanuel Gularte Méndez; родился 30 сентября 1997 года, Монтевидео) — уругвайский футболист, защитник клуба «Пуэбла».

## Клубная карьера
Гуларте — воспитанник клуба «Монтевидео Уондерерс». 15 марта 2015 года в матче против «Атенас» он дебютировал в уругвайской Примере. 12 ноября в поединке против «Насьоналя» Эмануэль забил свой первый гол за «Монтевидео Уондерерс». В начале 2019 года Гуларте был отдан в аренду в «Прогресо». 16 февраля в матче против «Рампла Хуниорс» он дебютировал за новый клуб. 3 ноября в поединке против «Серро» Эмануэль забил свой первый гол за «Прогресо».
В начале 2020 года Гуларте перешёл в мексиканскую «Пуэблу».

## Международная карьера
В 2017 года Гуларте в составе молодёжной сборной Уругвая выиграл молодёжный чемпионат Южной Америки в Эквадоре. На турнире он был запасным и на поле не вышел. В том же году Эмануэль принял участие в молодёжном чемпионате мира в Южной Корее. На турнире он также был запасным.
В 2019 году в составе олимпийской сборной Уругвая Гуларте принял участие в Панамериканских играх в Перу. На турнире он сыграл в матчах против команд Перу, Аргентины, Ямайки и Гондураса.

## Достижения
- Чемпион Южной Америки среди молодёжи (1): 2017